# AGM-114 Hellfire

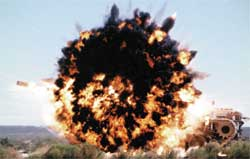
Подрыв БЧ ракеты AGM-114 Hellfire при встрече с танком.

AGM-114 «Хеллфайр» (англ. AGM-114 Hellfire, /ˈhɛlfʌɪər/, буквально — «адский огонь», является бэкронимом от Heliborne, Laser, Fire and Forget) — американская ракета класса «воздух-поверхность» с полуактивным лазерным или активным радиолокационным наведением.
«Hellfire-II» — дальнейшее развитие ракет AGM-114 с полуактивной лазерной системой наведения (в некоторых случаях — комбинированной).
Основные носители ракет «Hellfire» — вертолёты огневой поддержки. Начиная с 2007 года также устанавливаются на беспилотных летательных аппаратах MQ-1 Predator.

## История
Первоначально разрабатывавшаяся как противотанковая управляемая ракета, по мере своего развития — оснащения новыми типами боевых частей и модернизации системы наведения, стала многоцелевой высокоточной системой вооружений, которая может применяться с авиационных, морских и наземных платформ по бронированной технике, укреплениям и другим видам наземных и надводных целей на дальности до 8 км.
Для серийного производства ракет исходными генеральными подрядчиками («Рокуэлл интернешнл» и «Локхид Мартин») было создано совместное предприятие «Хэллфаер системз» с основными производственными мощностями и головным офисом в Орландо, штат Флорида. Впоследствии вместо «Рокуэлл» к производству подключилась компания «Боинг». В Великобритании производство ракет было освоено по лицензии компанией «Талес».

## Модификации

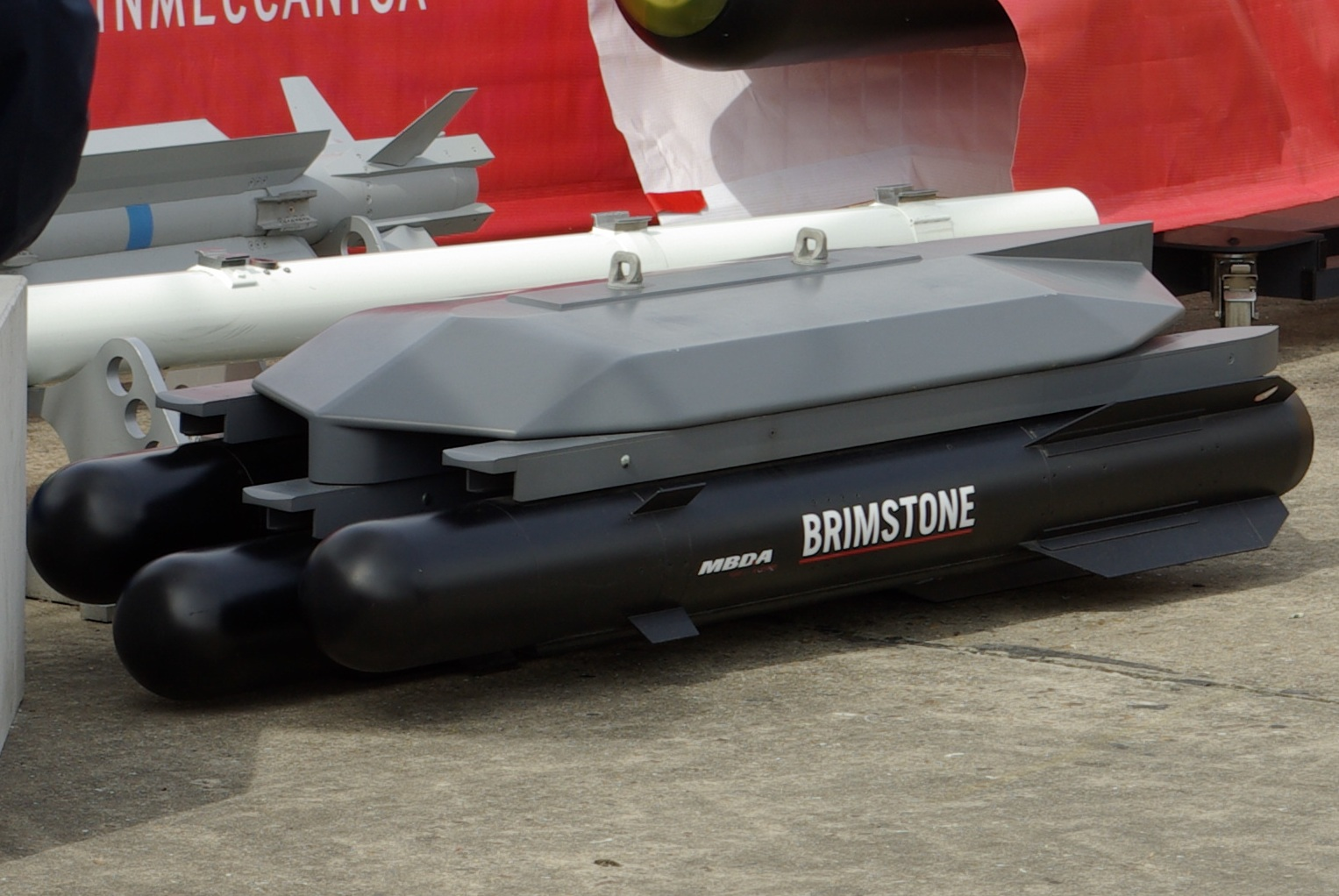
Три британских MBDA Brimstone на пусковом устройстве.

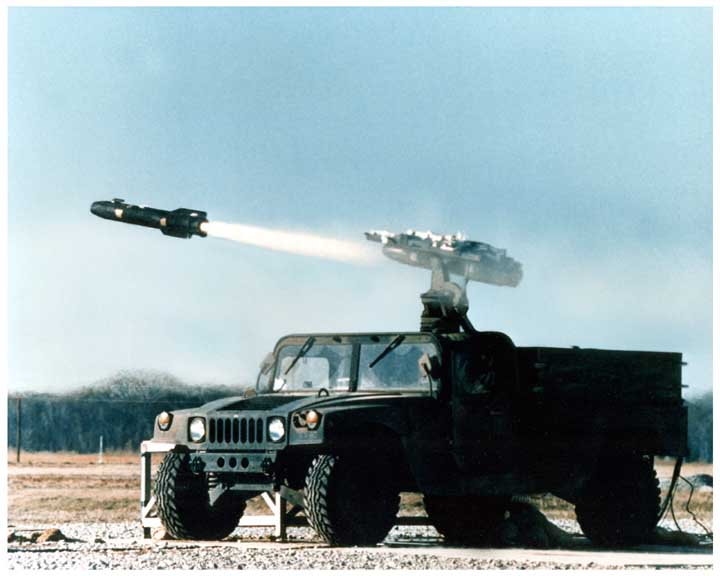
Ракетный комплекс наземного базирования с ракетой AGM-114 на модифицированном шасси HMMWV.

- AGM-114A — модификация «Hellfire», принятая на вооружение в 1985 году[4]. Ею оснащались вертолёты AH-64A с пусковыми устройствами на две и четыре направляющих. Учебными вариантами AGM-114 были учебная управляемая ракета M36 для полётов с ракетами, статически закреплёнными на носителе (CATM-114), и ракета-макет M34 для обучения обращению с ракетой в наземных условиях (DATM-114). Всего было произведено 31 616 ракет этого типа;
- AGM-114B — первая модификация ракеты для ВМС и Корпуса морской пехоты США, применявшаяся в составе вооружения вертолётов типа AH-1, конструктивно в основном подобна AGM-114A, за исключением наличия системы предохранения и взведения SAD (англ. Safing/Arming Device) для безопасной эксплуатации на кораблях. Также в AGM-114B использован новый малодымный двигатель Thiokol TX-657 (M120E1) и внесён ряд улучшений в ГСН и автопилот. Существует учебный вариант ракеты, лишённый БЧ — ATM-114B;
- AGM-114C — армейская версия AGM-114B, лишённая системы предохранения и взведения SAD;
  - AGM-114D и AGM-114E — модификации AGM-114C, соответственно, для Сухопутных войск США и ВМС/КМП США (с SAD), которые предполагалось оснастить новым цифровым автопилотом. От разработки отказались;
- AGM-114F Interim Hellfire (буквально «промежуточный Хеллфайр») — вариант ракеты для Армии США, оснащённый тандемной кумулятивной боевой частью. Лидирующий заряд тандемной БЧ располагался между секцией ГСН и основным зарядом, что привело к небольшому увеличению длины ракеты. В составе AGM-114F использовалась секция управления с улучшенным подавлением пассивных помех. Увеличение массы ракеты вызвало уменьшение максимальной дальности стрельбы до 7 км. Серийно производилась с 1991 года;
  - AGM-114G — обозначение, зарезервированное под версию AGM-114F, оснащённую системой предохранения и взведения SAD для ВМС и КМП США, никогда не производилась;
  - AGM-114H — вариант AGM-114F в котором аналоговый автопилот последней заменён на новую перепрограммируемую цифровую систему. Этот тип ракеты никогда не производился;
- AGM-114K Hellfire II — «Hellfire» с улучшенной помехозащищённой полуактивной лазерной ГСН, принята на вооружение в 1991 году;
  - AGM-114P — ракета AGM-114K, оптимизированная для применения с БПЛА;
- AGM-114L Longbow Hellfire — единственная ракета, соответствующая принципу «выстрелил и забыл», представляет собой ПТУР AGM-114K с тандемной кумулятивной БЧ и комбинированной системой наведения: активной радиолокационной ГСН диапазона 94 ГГц и инерциальной системой управления (ИНС). Принята на вооружение в 1998 году. Произведено более 13 тыс. ед.[5];
- AGM-114M — модификация, предназначенная для поражения бункеров и оснащённая осколочно-фугасной БЧ;
- AGM-114N — ракета, оснащённая термобарической БЧ;
- ATM-114Q — практический вариант ракеты с инертной боевой частью[прояснить];
- AGM-114R (Hellfire Romeo) — может быть запущена с любого носителя, новая многоцелевая БЧ обеспечивает поражение таких целей, как бронетехника, средства ПВО, патрульные корабли, живая сила противника в укрытиях или пещерах. Ранее для поражения каждой из этих целей требовалась специальная модель ракеты «Hellfire II». Система наведения — комбинированная, полуактивная лазерная ГСН и ИНС;
- AGM-114R9X — версия ракеты для поражения людей с уменьшенным побочным ущербом. Не имеет заряда взрывчатого вещества; летальность оружия обеспечивается кинетической энергией и шестью клинками, которые автоматически раскрываются в звездообразную структуру[6]. На фотографиях автомобиля, предположительно атакованного R9X в Сирии в 2017 году, видна огромная дыра в крыше и разорванный салон, но передняя часть, двери и задняя часть автомобиля целы[6]. Это оружие, существование которого никогда не было официально подтверждено ни Пентагоном, ни ЦРУ[7], получило прозвище «бомба-ниндзя»[6] или «бомба-Ginsu»[a]. Разработанная при президенте Обаме[7], R9X была тайно поставлена на вооружение в 2017 году; о её существовании стало известно только в 2019 году. По данным Wall Street Journal, ракета несколько раз применялась в Ливии, Сирии, Ираке, Йемене и Сомали для ликвидации лидеров террористических организаций.   Во всех этих случаях ракеты запускались с беспилотника[6].
- RBS-17 — модификация ракеты AGM-114C для использования подразделениями береговой обороны Швеции в качестве противокорабельной ракеты малой дальности против кораблей малого водоизмещения. Контракт на доработку «Hellfire» для Швеции был заключен в 1984 году, в 1987 году был подписан контракт на производство ракет, тогда же комплекс поступил на вооружение Швеции. Ракета имеет осколочно-фугасную БЧ фирмы Bofors подрыв которой осуществляется с замедлением. Может применяться и по наземным целям[4].
- Brimstone — модификация, производимая компанией MBDA, оснащается трёхрежимной радиолокационной ГСН миллиметрового диапазона длин волн и лазерной ГСН. По состоянию на февраль 2012 года на фабрике в Англии произведено 1242 ед.[8], и 500 ед. ракет Dual Brimstone (200 использованы в боях[9]), могут поражать как подвижные, так и неподвижные цели, ГСН 2-х канальная[10][11][12].
- Brimstone 2 — с 2013 года.

## Носители
Бронеавтомобили, способные нести УР Hellfire:
- HMMWV

Бронетранспортёры, способные нести УР Hellfire:
- Stryker A1 M-SHORAD

Вертолёты, способные нести УР Hellfire:
- Bell AH-1 Cobra
- Bell AH-1 Super Cobra
- Bell AH-1Z Viper
- McDonnell Douglas AH-64 Apache
- Boeing / Sikorsky RAH-66 Comanche
- Eurocopter Tiger (впервые на австралийском Tiger ARH)
- Bell OH-58 Kiowa
- Boeing AH-6
- MD Helicopters MH-6
- Sikorsky MH-60R
- Sikorsky MH-60S

Самолёты, способные нести УР Hellfire:
- Cessna AC-208B Combat Caravan

БПЛА, способные нести УР Hellfire:
- MQ-1 Predator
- MQ-1C Grey Eagle
- MQ-9 Reaper

## Стоимость
В 2008 году стоимость одной ракеты типа AGM-114 Hellfire II для Армии США составляла около 65 тыс. долларов США
Стоимость на 2012 год — 68-98 тыс. долл., AGM-114R — 94 тыс. долл.

## Эксплуатанты
| - Австралия - Великобритания 444 AGM-114L - Греция - Египет - Военно-воздушные силы Египта - Израиль - Военно-воздушные силы Израиля - Иордания - Ирак - Военно-воздушные силы Ирака - Италия - Кувейт - Военно-воздушные силы Кувейта — AGM-114K - Ливан - ОАЭ - Военно-воздушные силы ОАЭ | - Нидерланды - Военно-воздушные силы Нидерландов — AGM-114K - Норвегия - Саудовская Аравия - Сингапур - Военно-воздушные силы Сингапура - США - Армия США - Военно-морские силы США - Корпус морской пехоты США - Китайская Республика - Таиланд - Турция - Украина - Франция - Швеция - Военно-морские силы Швеции — 90 RBS-17 Hellfire - Япония |

## Боевое применение
- В 1991 году во время войны в Персидском заливе было выпущено около 4 тыс. ракет[источник не указан 189 дней]. В ходе войны некоторые подразделения вертолётов AH-64 Apache указывали на трудности попадания в цель с помощью этих ракет. Вдобавок, произошло несколько самопроизвольных пусков AGM-114 с «Апачей» — 4 самопуска произошло в время тренировки и 1 пуск ракеты произошёл во время обслуживания[24].
- В марте 2002 года, во время операции «Анаконда» в Афганистане ракета была впервые использована беспилотником Predator. Ракета была выпущена по бункеру боевиков Талибана и успешно поразила цель. Таким образом, на пике Такур-Гар впервые беспилотником  было применено вооружение в боевых условиях.[источник не указан 2874 дня]
- 1 августа 2022 года Президент США Джо Байден сообщил, что по его приказу 31 июля двумя ракетами Hellfire, выпущенными с неназванного беспилотника, был уничтожен лидер «Аль-Каиды» Айман аз-Завахири.  Аз-Завахири был убит на балконе своего дома в Кабуле, при этом его жена и дочь, находившиеся в доме, не пострадали[25].

## Оценка
- Всего до 2001 года выпущено более 65 тыс. ракет (из них более 31,6 тыс. AGM-114A)[4]

## Тактико-технические характеристики
- Длина: 1,6-1,8 м
- Диаметр: 178 мм
- Масса: 45-50 кг
- Боевая часть: кумулятивная
  - Масса БЧ: 8 кг
- Тип двигателя: РДТТ Thiokol M120E1
  - Тяга: около 250 кг[26]
- Дальность полёта: от 7,1 до 11 км[27]
- Скорость полёта: до 425 м/с[28]
- Система наведения: полуактивная лазерная ГСН
- Время полёта на дальность 8 км, при запуске с наземной ПУ, — 38 сек.

### Комментарии
1. ↑  Ginsu[англ.] — известная в США марка кухонных ножей[7]